# Meresanj II
Meresankh II ("Ella ama la vida") fue una reina del Antiguo Egipto, que vivió durante IV dinastía.

## Familia
Se supone que los padres de Meresanj II fueron Keops y la reina Meritites I, pues se los menciona en la mastaba de Meresanj, aunque nunca se la llama explícitamente su hija. Si tal es la filiación de Meresanj, esta es hermana carnal del príncipe Kauab y de la reina Heteferes II. También era hermana de la princesa Meritites II, que más tarde se casó con el jefe de palacio Ajetotep (Ajtihotep). Meresanj II compartía el nombre con su bisabuela Meresanj I, madre de Seneferu. Meresanj III era sobrina de Meresanj II.
Se supone que Meresanj II se casó con su medio hermano Horbaef y engendraron a Djaty, Nefertkau III y Nebty-tepites.
- Príncipe Djaty |  |Títulos: hijo del cuerpo del rey, Supervisor de la expedición. Su tumba es la mastaba G 7810 y dataría de fines de la IV dinastía o incluso principios de la V.
- Princesa Nefertkau III |  |Sepultada en la mastaba G 7820 con su marido Iynefer II.|  |La mastaba data de fines de la IV dinastía o incluso principios de la V.[4]
- Princesa Nebty-tepites |  | Una hija mencionada en la tumba de Meresanj.

Meresanj II tiene títulos de reina y normalmente se supone que su marido Horbaef murió y ella volvió a casarse con uno de los reyes subsiguientes, posiblemente su medio hermano Dyedefra, aunque también es posible que con Kefrén (Khafra).

## Títulos
Los títulos de Meresanj II incluyen: 
- La grande del cetro hetes (wrt-hetes)
- La que ve a Horus y a Seth (m33t-hrw-stsh)
- Esposa del rey (hmt-nisw)
- Sierva de Horus (kht-hrw)
- Hija del cuerpo del rey (s3t-niswt-nt-kht.f)[5]

## Sepultura
Meresanj II fue sepultada en la mastaba doble G 7410 - 7420 con su primer marido Horbaef. La tumba fue excavada por George Andrew Reisner. Meresanj fue enterrada en la fosa G 7410B con dos salas. Horbaef fue enterrado en la fosa G 7420A.
El sarcófago de Merensanj fue hallado y retirado durante las excavaciones de 1927 y actualmente se encuentra en el Museo de Bellas Artes de Boston. Está hecho de granito rojo y tiene inscripciones en sus cuatro lados. La fotografía proporcionada por el museo muestra un sarcófago rectangular. El lado que se ve está decorado con la fachada de un palacio. En el centro se muestran las puertas que llevan al palacio. A la izquierda de la fachada del palacio se encuentra la inscripción "hija del cuerpo del rey, Meresanj" (sat nesu n khetef mr.s.ankh) A la derecha hay una inscripción que identifica a la dama como [...] "Horus, esposa del rey Meresanj". El sarcófago de Meresanj está decorado con un Anubis chacal en la tapa.